# منتخب النرويج للكريكت
منتخب النرويج الوطني للكريكت (بالنرويجية: Norges herrelandslag i cricket)‏ هو ممثل النرويج الرسمي في المنافسات الدولية في الكريكت .